# Imri Ziv
Imri Ziv (en hebreo: אימרי זיו; n. Hod HaSharon, Israel, 12 de septiembre de 1991), conocido simplemente como IMRI, es un cantante y actor de doblaje israelí.
Tras obtener la victoria el 13 de febrero de 2017, en la selección nacional The Next Star, fue elegido como el representante de Israel en el Festival de la Canción de Eurovisión 2017.

## Biografía
Nació y creció en la ciudad israelí de Hod HaSharon. Comenzó a aprender música en la escuela de secundaria Ilan Ramon High School de su ciudad y durante esa época se unió a una boyband. Mientras realizaba su servicio militar, estuvo ejerciendo en la banda de la Unidad del Cuerpo de Educación y Juventud de las Fuerzas de Defensa de Israel. Su género musical es el pop.
También a día de hoy, está estudiando Ciencias de la comunicación en la institución universitaria Interdisciplinary Center de Herzliya.
En el 2012 participó en la primera edición del talent show televisivo The Voice Israel (la versión israelí de La Voz), pero fue eliminado durante las primeras galas del programa. Su entrenador fue Rami Kleinstein.
Cabe destacar que ha sido corista de los cantantes Nadav Guedj con el tema "Golden Boy" en Eurovisión 2015, que tuvo lugar en la ciudad de Viena (Austria); y de Hovi Star con "Made of stars" en Eurovisión 2016, que tuvo lugar en Estocolmo (Suecia).
En 2016 fue uno de los dobladores en el idioma hebreo de la película de animación 3D Trolls, dirigida por Mike Mitchell y Walt Dohrn.
Fue anunciado como uno de los participantes de la cuarta temporada de la selección nacional eurovisiva The Next Star (HaKokhav HaBa o Rising Star).
Para entrar en la semifinal, interpretó la canción "The Edge of Glory" de la artista Lady Gaga, donde obtuvo el 93% de la votación pública y la aprobación de los cuatro jueces.
En la final celebrada el 13 de febrero de 2017, cantó en la primera ronda "Halo de Beyoncé, obteniendo el 78% de los votos del público. Y en la segunda y última ronda cantó "Because of You" de Kelly Clarkson, con la logró ganar la gran final de esta selección y por lo tanto se ha convirtió en el representante de Israel en el Festival de la Canción de Eurovisión 2017 con la canción «I Feel Alive», que se celebró en el Centro Internacional de Exposiciones de la capital ucraniana, Kiev.

## Vida personal
En junio de 2023, Imri se declaró abiertamente gay.